# Jules Bouhin
Jules Bouhin, né à Trouhaut le 30 août 1820 et mort à Dijon le 30 septembre 1860, est un sculpteur français.

## Biographie
Jules Bouhin est né à Trouhaut en 1820,. Il étudie à l'école de dessin de Dijon sous la direction de Pierre-Paul Darbois,. Il meurt le 30 septembre 1860 à  l'hôpital de Dijon.
Le musée des Beaux-Arts de Dijon conserve son étude académique de jeune homme et son buste en plâtre de Bernard de La Monnoye (1641-1728).